# MacBook Air
Le MacBook Air est une gamme  d'ordinateurs portables développés et fabriqués par la compagnie Apple. Il se compose d'un clavier, d'un boîtier en aluminium et d'une structure légère et fine. Le Air est à l'origine un ultraportable haut de gamme positionné au-dessus de la précédente ligne de MacBook. Depuis lors, l'Air est devenu le portable d'entrée de gamme en raison de l'abandon du MacBook original en 2011, ainsi que de la baisse des prix lors des versions suivantes. Dans la gamme de produits actuelle, il se situe en dessous de la gamme de performances du MacBook Pro.
Le MacBook Air est lancé en janvier 2008 avec un écran de 13,3 pouces, et est présenté comme le PC portable le plus fin du monde. Apple lance une deuxième génération en octobre 2010, avec un modèle plus petit de 11,6 pouces, une conception redessinée et un système de stockage standard. Des améliorations suivantes sont apportées comme le processeurs Intel Core i5 ou i7 et l'interface Thunderbolt.
La troisième génération apparaît en octobre 2018, avec des dimensions réduites, un écran Retina, et combine les ports USB-C/Thunderbolt 3 pour les données et l'alimentation.
Une nouvelle version apparait en juin 2022 avec la puce M2 et un nouveau design plat, puis en 2024 équipé de la puce M3 puis M4.

## Première génération
Steve Jobs dévoile le MacBook Air lors de son discours d'ouverture de la conférence Macworld 2008 qui s'est tenue le 15 janvier 2008. La première génération est un modèle de 13,3 pouces seulement, initialement présenté comme le portable le plus fin du monde avec 1,9 cm d'épaisseur, contre 1,98 cm pour un précédent modèle, le Toshiba Portege R200 en 2005. Il est équipé d'un processeur Intel Merom et de graphiques Intel GMA, dont la taille correspond à 40 % de celle de la puce standard. Il est également doté d'un écran rétroéclairé par LED anti-reflet et d'un clavier, ainsi que d'un grand pavé tactile qui répond aux gestes multi-touch. Depuis la sortie de Snow Leopard, le pavé tactile permet la reconnaissance de l'écriture des caractères chinois.
C'est le premier ordinateur portable sous-compacte proposé par la firme américaine depuis la fin de la commercialisation du PowerBook G4 12" en 2006. Il s'agit également du premier ordinateur doté d'un lecteur à mémoire flash en option. Le 14 octobre 2008, un nouveau modèle est annoncé avec un processeur Penryn basse tension et des graphismes Nvidia GeForce. Les capacités de stockage sont augmentées à 128 Go SSD ou 120 Go de disque dur, et le port vidéo micro-DVI est remplacé par le Mini DisplayPort.
La nouvelle version de 2009 comprend une batterie de capacité légèrement supérieure et un processeur Penryn plus rapide.

### Conception
Apple inclut plusieurs caractéristiques dans la conception du MacBook Air, telles que la réduction du plomb pour le rendre plus écologique. Il ne contient pas de RFB ni de câblage en PVC, répondant aux exigences Energy Star 5.0, doté d'un boîtier recyclable et est classé EPEAT Gold. Son écran est fabriqué en verre sans arsenic et ne contient pas de mercure.

### Réception
Après son introduction, le MacBook Air reçoit un accueil mitigé. Les critiques saluent sa facilité de transport, mais dénoncent les compromis faits en termes de fonctionnalités. Le clavier, le poids, la légèreté et le pavé tactile Multi-Touch sont appréciés dans les évaluations, tandis que les options de configuration et les ports limités, la vitesse lente (dans les modèles non-SSD), la batterie non remplaçable par l'utilisateur, le petit disque dur et le prix sont critiqués. La petite trappe rabattable sur le côté du MacBook Air d'origine permet d'ajuster étroitement certaines prises de casque et certains périphériques USB, ce qui oblige les utilisateurs à acheter une rallonge. Apple supprime la trappe rabattable sur le modèle fin 2010 au profit de ports de connexion ouverts, comme c'est le cas pour la plupart des autres ordinateurs portables. Certains utilisateurs se sont plaints d'un blocage de l'unité centrale causé par une surchauffe. Une mise à jour logicielle est active début mars 2008 pour corriger le problème avec des résultats mitigés : la désactivation de CPU est corrigée ; cependant, le problème de surchauffe est resté pour certains utilisateurs.

## Deuxième génération

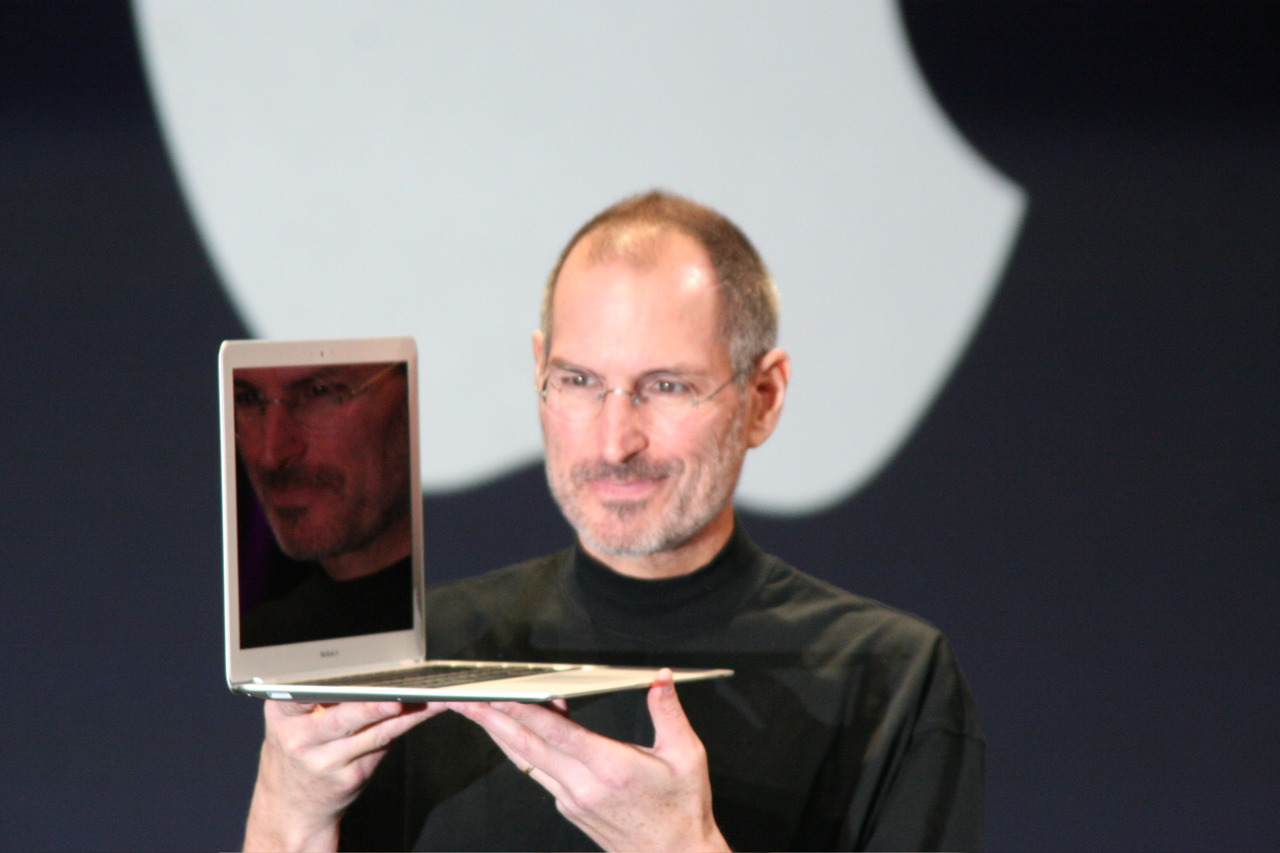
Steve Jobs présentant le MacBook Air lors de la Keynote de la MacWorld Expo 2008.

Le 20 octobre 2010, Apple sort un modèle 13,3 pouces redessiné avec une nouvelle conception, un boîtier conique plus fin, une résolution d'écran plus élevée, une batterie améliorée, un second port USB, un son stéréophonique et un stockage sur SSD. Un modèle de 11,6 pouces est introduit, offrant un coût, un poids, une durée de vie de la batterie et des performances réduits par rapport au modèle de précédent, mais de meilleures performances que les netbooks de l'époque. Les modèles ont tous deux une sortie audio analogique/une prise jack supportant les écouteurs de la firme avec un microphone. Le dernier modèle bénéficie d'un emplacement pour carte SD compatible SDXC.
Le 20 juillet 2011, Apple commercialise des modèles actualisés, qui deviennent également des entrées de gamme en raison de la baisse des prix et de l'abandon du MacBook blanc à peu près au même moment. Les modèles de 2011 sont équipés de processeurs Sandy Bridge bicoeur Intel Core i5 et i7, et des graphismes Intel HD Graphics 3000, de claviers rétro-éclairés, de l'interface Thunderbolt, et le Bluetooth est mis à jour vers la version 4.0.
Le 11 juin 2012, Apple renouvelle la gamme avec des processeurs Ivy Bridge bicœur i5 et i7, un graphisme Intel HD Graphics 4000, des capacités de mémoire et de stockage flash plus rapides, un port USB 3.0, une caméra pour FaceTime en 720 p améliorée et un port de chargement MagSafe 2 plus fin.

### Conception
Les composants du MacBook Air sont officiellement non remplaçables par l'utilisateur, bien que des tiers vendent des kits de mise à niveau pour le SSD. La mémoire flash et la batterie sont enfermées dans le boîtier, la RAM est soudée sur la carte mère. La mémoire flash est difficile d'accès et dispose d'un cache de 128 Mo et d'une connexion mSATA (mise à jour vers une interface PCIe propriétaire) à la carte mère.

### Réception
Le modèle 11 pouces possède les caractéristiques essentielles souhaitables d'un netbook, mais sans les inconvénients d'un processeur plus lent et d'un système d'exploitation moins performant, mais à un prix plus élevé. Au départ, Apple introduit l'iPad, un format différent de celui du netbook, mais avec des capacités de traitement améliorées et un coût de production plus faible. Ces deux facteurs ont entraîné une baisse des ventes de netbooks, et la plupart des fabricants de PC ont donc abandonné leurs gammes de netbooks en réponse. Profitant du succès du MacBook Air, Intel fait la promotion de l'Ultrabook comme nouveau standard de haute technologie, qui est salué par certains analystes comme un succès là où les netbooks ont échoué.

## Troisième génération
Le 30 octobre 2018, la troisième génération de MacBook Air est lancée avec des processeurs Kaby Lake, un écran Retina de 13,3 pouces avec une résolution de 2 560 × 1 600 pixels, Touch ID, et deux ports USB-C 3 avec une interface Thunderbolt 3 combinés plus une prise audio. L'écran affiche 48 % de couleurs en plus et les cadres sont 50 % plus étroits que ceux de la génération précédente, et occupent 17 % de volume en moins. L'épaisseur est réduite à 15,6 mm et le poids à 1,25 kg. Il est disponible en trois finitions, argent, gris spatial et or. Contrairement à la génération précédente, ce modèle ne peut pas être configuré avec un processeur Intel Core i7, peut-être parce qu'Intel n'a jamais sorti le processeur i7-8510Y qui doit être utilisé.

### Conception
La troisième génération reprend le style de la génération précédente avec un boîtier conique en aluminium, mais reprend certains éléments de conception des MacBook Retina et MacBook Pro, comme un écran plat avec des cadres noirs et un logo opaque et brillant à l'arrière, ainsi qu'un pavé tactile bord à bord.

### Historique des caractéristiques techniques
|  | Production arrêtée |  | Modèle actuel |

| Modèle                 | février 2008 | octobre 2008 | juin 2009 | octobre 2010 | juillet 2011 | juin 2012 | juin 2013 | avril 2014 | mars 2015 | novembre 2018 |
| ---------------------- | --- | --- | --- | --- | --- | --- | --- | --- | --- | --- |
| N° de modèle           | MacBookAir1,1 | MacBookAir2,1 | MacBookAir2,1 | MacBookAir3,1 (11″), MacBookAir3,2 (13″) | MacBookAir4,1 (11″), MacBookAir4,2 (13″) | MacBookAir5,1 (11″), MacBookAir5,2 (13″) | MacBookAir6,1 (11″), MacBookAir6,2 (13″) | MacBookAir6,1 (11″), MacBookAir6,2 (13″) | MacBookAir7,1 (11″), MacBookAir7,2 (13″) | MacBook Air8,1 (13") |
| Écran                  | Écran 16/10 à cristaux liquides rétroéclairé, 13,3 pouces, Mat. Définition : 1 280 × 800 pixels | Écran 16/10 à cristaux liquides rétroéclairé, 13,3 pouces, Mat. Définition : 1 280 × 800 pixels | Écran 16/10 à cristaux liquides rétroéclairé, 13,3 pouces, Mat. Définition : 1 280 × 800 pixels | Écran 16/10 et 16/9 à cristaux liquides rétroéclairé, brillant. Définition : 1 440 × 900 pixels (13,3 pouces) et 1 366 × 768 pixels (11,6 pouces) | Écran 16/10 et 16/9 à cristaux liquides rétroéclairé, brillant. Définition : 1 440 × 900 pixels (13,3 pouces) et 1 366 × 768 pixels (11,6 pouces) | Écran 16/10 et 16/9 à cristaux liquides rétroéclairé, brillant. Définition : 1 440 × 900 pixels (13,3 pouces) et 1 366 × 768 pixels (11,6 pouces) | Écran 16/10 et 16/9 à cristaux liquides rétroéclairé, brillant. Définition : 1 440 × 900 pixels (13,3 pouces) et 1 366 × 768 pixels (11,6 pouces) | Écran 16/10 et 16/9 à cristaux liquides rétroéclairé, brillant. Définition : 1 440 × 900 pixels (13,3 pouces) et 1 366 × 768 pixels (11,6 pouces) | Écran 16/10 et 16/9 à cristaux liquides rétroéclairé, brillant. Définition : 1 440 × 900 pixels (13,3 pouces) et 1 366 × 768 pixels (11,6 pouces) | Ecran Retina de 13 pouces avec un aspect de 16/10 et de résolution de 2560x1600 pixels |
| Carte graphique        | Processeur graphique Intel GMA X3100 intégré avec 144 Mo de mémoire DDR2 SDRAM partagée avec la mémoire principale | Processeur graphique nVidia GeForce 9400M intégré avec 256 Mo de mémoire DDR3 SDRAM partagée avec la mémoire principale | Processeur graphique nVidia GeForce 9400M intégré avec 256 Mo de mémoire DDR3 SDRAM partagée avec la mémoire principale | Processeur graphique nVidia GeForce 320M intégré avec 256 Mo de mémoire DDR3 SDRAM partagée avec la mémoire principale | Processeur graphique Intel HD Graphics 3000 avec 256 ou 384 Mo de DDR3 SDRAM partagée avec la mémoire principale | Processeur graphique Intel HD Graphics 4000 avec 256 ou 384 Mo de DDR3 SDRAM partagée avec la mémoire principale | Processeur graphique Intel HD Graphics 5000 avec 1 024 Mo de DDR3L SDRAM partagée avec la mémoire principale | Processeur graphique Intel HD Graphics 5000 avec 1 024 Mo de DDR3L SDRAM partagée avec la mémoire principale | Processeur graphique Intel HD Graphics 6000 avec 1 024 Mo de DDR3L SDRAM partagée avec la mémoire principale | Processeur graphique Intel UHD Graphics 617 Prise en charge de processeurs graphiques externes (eGPU) compatibles Thunderbolt 3 |
| Mémoire de masse       | Disque dur de 80 Go 1,8 pouce ATA à 4200 tr/minou SSD de 64 Go | Disque dur de 120 Go 1,8 pouce Serial ATA à 4200 tr/minou SSD de 128 Go | Disque dur de 120 Go 1,8 pouce Serial ATA à 4200 tr/minou SSD de 128 Go | SSD de 128 Go ou 256 Go - (64 Go ou 128 Go pour le 11) | SSD de 128 Go ou 256 Go - (64 Go ou 128 Go pour le 11″, 256 Go en option) | SSD de 128 Go, 256 Go l'option 512 Go est disponible pour le 13″-256 Go - (64 Go ou 128 Go pour le 11", 256 Go en option) | SSD PCI-Express de 128 Go ou 256 Go 512 Go disponible en option | SSD PCI-Express de 128 Go ou 256 Go 512 Go disponible en option | SSD PCI-Express de 128 Go ou 256 Go 512 Go disponible en option | SSD de 128 GB, 256 GB, 512 GB Jusqu'à 1.5 TB de Mémoire PCIE Express M.2 |
| FSB                    | 800 MHz | 1 066 MHz | 1 066 MHz | 1 066 MHz - (800 MHz pour le 11″) | 1 333 MHz | 1 600 MHz | 1 600 MHz | 1 600 MHz | 1 600 MHz | 1 600 MHz |
| Processeur             | Intel Core 2 Duo avec 6 Mo de mémoire cache L2 de 1,6 GHz (P7500) ou 1,8 GHz (P7700) | Intel Core 2 Duo avec 6 Mo de mémoire cache L2 de 1,6 GHz (SL9300) ou 1,86 GHz (SL9400) | Intel Core 2 Duo avec 6 Mo de mémoire cache L2 de 1,86 GHz (SL9400) ou 2,13 GHz (SL9600) | Intel Core 2 Duo avec 6 Mo de mémoire cache L2 à 1,86 GHz ou 2,13 GHz - (3 Mo de mémoire cache L2 à 1,4 GHz ou 1,6 GHz pour le 11″) | (11″) Intel Core i5-2467M (Sandy Bridge) bicœur avec 3 Mo de mémoire cache L3 de 1,6 GHz, (13″) Intel Core i5-2557M (Sandy Bridge) bicœur avec 3 Mo de mémoire cache L3 de 1,7 GHz, (11″ et 13″) Intel Core i7 bicœur avec 4 Mo de mémoire cache L3 de 1,8 GHz en option                               | (11″) Intel Core i5-3317U (Ivy Bridge) bicœur avec 3 Mo de mémoire cache L3 de 1,7 GHz, (13″) Intel Core i5-3427U (Ivy Bridge) bicœur avec 3 Mo de mémoire cache L3 de 1,8 GHz, (11″ et 13″) Intel Core i7-3667U (Ivy Bridge) bicœur avec 4 Mo de mémoire cache L3 de 1,8 GHz en option                | (11″) et (13″) Intel Core i5-4250U (Haswell) bicœur avec 3 Mo de mémoire cache L3 de 1,3 GHz, (11″ et 13″) Intel Core i7-4650U (Haswell) bicœur avec 4 Mo de mémoire cache L3 de 1,7 GHz en option                                                                             | Intel Core i5-4260U (Haswell) bicœur avec 3 Mo de mémoire cache L3 de 1,4 GHz Intel Core i7-4650U dual-core avec 4 Mo de cache L3 à 1,7 GHz en option | Intel Core i5-5250U (Broadwell) bicœur avec 3 Mo de mémoire cache L3 de 1,6 GHz Intel Core i7-5650U dual-core avec 4 Mo de cache L3 à 2,2 GHz en option | Intel Core i5-8210Y (Kabe-Lake) bicœur à 1,6 GHz (Turbo Boost jusqu’à 3,6 GHz) avec 4 Mo de mémoire cache N3 |
| Mémoire Vive           | 2 Go de mémoire DDR2 SDRAM cadencée à 667 MHz soudée sur la carte mère | 2 Go de mémoire DDR3 SDRAM cadencée à 1 066 MHz soudée sur la carte mère | 2 Go de mémoire DDR3 SDRAM cadencée à 1 066 MHz soudée sur la carte mère | 2 Go, 4 Go en option, de mémoire DDR3 SDRAM cadencée à 1 066 MHz soudée sur la carte mère | 4 Go de mémoire DDR3 SDRAM cadencée à 1 333 MHz soudée sur la carte mère (2 Go pour le modèle 11″ de base) | 4 Go de mémoire DDR3 SDRAM cadencée à 1 600 MHz soudée sur la carte mère (8 Go en option) | 4 Go de mémoire LPDDR3 cadencée à 1 600 MHz soudée sur la carte mère (8 Go en option) | 4 Go de mémoire LPDDR3 cadencée à 1 600 MHz soudée sur la carte mère (8 Go en option) | 4 Go de mémoire LPDDR3 cadencée à 1 600 MHz soudée sur la carte mère (8 Go en option) | 8 Go de mémoire intégrée LPDDR3 cadencée à 2 133 MHz soudée sur la carte mère Configurable avec 16 Go de mémoire |
| Wi-Fi                  | AirPort Extreme intégré, normes 802.11a/b/g/n | AirPort Extreme intégré, normes 802.11a/b/g/n | AirPort Extreme intégré, normes 802.11a/b/g/n | AirPort Extreme intégré, normes 802.11a/b/g/n | AirPort Extreme intégré, normes 802.11a/b/g/n | Wi-Fi (anciennement AirPort) intégré, normes 802.11a/b/g/n | Wi-Fi intégré, normes 802.11ac | Wi-Fi intégré, normes 802.11ac | Wi-Fi intégré, normes 802.11ac | Wi-Fi intégré, normes 802.11ac |
| Ethernet               | aucun, Adaptateur USB Ethernet en option | aucun, Adaptateur USB Ethernet en option | Adaptateur USB Ethernet inclus | aucun, Adaptateur USB Ethernet en option | aucun, Adaptateur USB Ethernet en option | aucun, Adaptateur USB Ethernet en option | aucun, Adaptateur USB Ethernet en option | aucun, Adaptateur USB Ethernet en option | aucun, Adaptateur USB Ethernet en option | aucun, Adaptateur USB Ethernet en option |
| Lecteur optique        | aucun, Lecteur SuperDrive externe (connexion USB) en option DVD+/-R DL : 4x en écriture, DVD+/-R : 8x en lecture/écriture, DVD+RW : 8x en écriture, DVD-RW : 6x en écriture, CD-R : 24x en écriture, CD-RW : 16x en enregistrement, DVD : 8x en lecture et CD : 24x en lecture | aucun, Lecteur SuperDrive externe (connexion USB) en option DVD+/-R DL : 4x en écriture, DVD+/-R : 8x en lecture/écriture, DVD+RW : 8x en écriture, DVD-RW : 6x en écriture, CD-R : 24x en écriture, CD-RW : 16x en enregistrement, DVD : 8x en lecture et CD : 24x en lecture | aucun, Lecteur SuperDrive externe (connexion USB) en option DVD+/-R DL : 4x en écriture, DVD+/-R : 8x en lecture/écriture, DVD+RW : 8x en écriture, DVD-RW : 6x en écriture, CD-R : 24x en écriture, CD-RW : 16x en enregistrement, DVD : 8x en lecture et CD : 24x en lecture | aucun, Lecteur SuperDrive externe (connexion USB) en option DVD+/-R DL : 4x en écriture, DVD+/-R : 8x en lecture/écriture, DVD+RW : 8x en écriture, DVD-RW : 6x en écriture, CD-R : 24x en écriture, CD-RW : 16x en enregistrement, DVD : 8x en lecture et CD : 24x en lecture | aucun, Lecteur SuperDrive externe (connexion USB) en option DVD+/-R DL : 4x en écriture, DVD+/-R : 8x en lecture/écriture, DVD+RW : 8x en écriture, DVD-RW : 6x en écriture, CD-R : 24x en écriture, CD-RW : 16x en enregistrement, DVD : 8x en lecture et CD : 24x en lecture                         | aucun, Lecteur SuperDrive externe (connexion USB) en option DVD+/-R DL : 4x en écriture, DVD+/-R : 8x en lecture/écriture, DVD+RW : 8x en écriture, DVD-RW : 6x en écriture, CD-R : 24x en écriture, CD-RW : 16x en enregistrement, DVD : 8x en lecture et CD : 24x en lecture                         | aucun, Lecteur SuperDrive externe (connexion USB) en option DVD+/-R DL : 4x en écriture, DVD+/-R : 8x en lecture/écriture, DVD+RW : 8x en écriture, DVD-RW : 6x en écriture, CD-R : 24x en écriture, CD-RW : 16x en enregistrement, DVD : 8x en lecture et CD : 24x en lecture | aucun, Lecteur SuperDrive externe (connexion USB) en option DVD+/-R DL : 4x en écriture, DVD+/-R : 8x en lecture/écriture, DVD+RW : 8x en écriture, DVD-RW : 6x en écriture, CD-R : 24x en écriture, CD-RW : 16x en enregistrement, DVD : 8x en lecture et CD : 24x en lecture | aucun, Lecteur SuperDrive externe (connexion USB) en option DVD+/-R DL : 4x en écriture, DVD+/-R : 8x en lecture/écriture, DVD+RW : 8x en écriture, DVD-RW : 6x en écriture, CD-R : 24x en écriture, CD-RW : 16x en enregistrement, DVD : 8x en lecture et CD : 24x en lecture | aucun, Lecteur SuperDrive externe (connexion USB) en option DVD+/-R DL : 4x en écriture, DVD+/-R : 8x en lecture/écriture, DVD+RW : 8x en écriture, DVD-RW : 6x en écriture, CD-R : 24x en écriture, CD-RW : 16x en enregistrement, DVD : 8x en lecture et CD : 24x en lecture |
| Caméra                 | iSight 640 × 480 pixels intégrée | iSight 640 × 480 pixels intégrée | iSight 640 × 480 pixels intégrée | iSight 640 × 480 pixels intégrée | iSight 640 × 480 pixels intégrée | FaceTime HD (anc. iSight) 720p intégrée | FaceTime HD (anc. iSight) 720p intégrée | FaceTime HD (anc. iSight) 720p intégrée | FaceTime HD (anc. iSight) 720p intégrée | FaceTime HD (anc. iSight) 720p intégrée |
| Batterie               | Batterie Li-Po de 37 Wh | Batterie Li-Po de 37 Wh | Batterie Li-Po de 40 Wh | Batterie Li-Po de 50 Wh - (35 Wh pour le 11″) | Batterie Li-Po de 50 Wh - (35 Wh pour le 11″) | Batterie Li-Po de 50 Wh - (35 Wh pour le 11″) | Batterie Li-Po de 54 Wh - (38 Wh pour le 11″) | Batterie Li-Po de 54 Wh - (38 Wh pour le 11″) | Batterie Li-Po de 54 Wh - (38 Wh pour le 11″) | Batterie Li-Po intégrée de 50,3 Wh Port d’alimentation USB-C |
| Bluetooth              | Intégré (version 2.1 + EDR) | Intégré (version 2.1 + EDR) | Intégré (version 2.1 + EDR) | Intégré (version 2.1 + EDR) | Intégré (version 2.1 + EDR) | Intégré (version 4.0) | Intégré (version 4.0) | Intégré (version 4.0) | Intégré (version 4.0) | Intégré (version 4.2) |
| Connexions             | 1× USB 2.0 1× port vidéo Micro-DVI, adaptateurs inclus pour écrans VGA ou DVI jusqu'à 1 920 × 1 200 pixels, 1× jack audio 3,5 mm | 1× USB 2.0 1× port vidéo Mini DisplayPort avec HDCP, adaptateurs optionnels pour écrans VGA, DVI et Dual-Link DVI, le DVI supportant jusqu'à 2 560 × 1 600 pixels, 1× jack audio 3,5 mm                                                                                        | 1× USB 2.0 1× port vidéo Mini DisplayPort avec HDCP, adaptateurs optionnels pour écrans VGA, DVI et Dual-Link DVI, le DVI supportant jusqu'à 2 560 × 1 600 pixels, 1× jack audio 3,5 mm                                                                                        | 2× USB 2.0 1× port vidéo Mini DisplayPort avec HDCP, adaptateurs optionnels pour écrans VGA, DVI et Dual-Link DVI, le DVI supportant jusqu'à 2 560 × 1 600 pixels, 1× jack audio 3,5 mm lecteur de carte SD (absent sur le 11″)                                                | 2× USB 3.0 (l'USB 3.0 n'est introduit qu'à partir du modèle 2012) 1× port Thunderbolt, 1× port MagSafe 2 (sur modèle 2012), adaptateurs optionnels pour écrans VGA, DVI et Dual-Link DVI, le DVI supportant jusqu'à 2 560 × 1 600 pixels, 1× jack audio 3,5 mm lecteur de carte SD (absent sur le 11″) | 2× USB 3.0 (l'USB 3.0 n'est introduit qu'à partir du modèle 2012) 1× port Thunderbolt, 1× port MagSafe 2 (sur modèle 2012), adaptateurs optionnels pour écrans VGA, DVI et Dual-Link DVI, le DVI supportant jusqu'à 2 560 × 1 600 pixels, 1× jack audio 3,5 mm lecteur de carte SD (absent sur le 11″) | 2× USB 3.0 1× port Thunderbolt, 1× port MagSafe 2, adaptateurs optionnels pour écrans VGA, DVI et Dual-Link DVI, le DVI supportant jusqu'à 2560 × 1600 pixels, 1× jack audio 3,5 mm lecteur de carte SD (absent sur le 11″)                                                    | 2× USB 3.0 1× port Thunderbolt, 1× port MagSafe 2, adaptateurs optionnels pour écrans VGA, DVI et Dual-Link DVI, le DVI supportant jusqu'à 2560 × 1600 pixels, 1× jack audio 3,5 mm lecteur de carte SD (absent sur le 11″)                                                    | 2× USB 3.0 1× Thunderbolt 2 port 1× jack audio 3,5 mm 1× lecteur de carte SD card (13" uniquement) | 2× Thunderbolt 3 (USB‑C) Thunderbolt jusqu’à 40 Gbit/s USB‑C 3.1 Gen 2 jusqu’à 10 Gbit/s |
| Audio                  | Microphone intégré et enceinte mono Jack de sortie stéréo | Microphone intégré et enceinte mono Jack de sortie stéréo | Microphone intégré et enceinte mono Jack de sortie stéréo | Microphone intégré et enceinte mono Jack de sortie stéréo | Microphone intégré et enceinte mono Jack de sortie stéréo | Microphone intégré et enceinte mono Jack de sortie stéréo | 2×Microphone intégré et enceinte stéréo Jack de sortie stéréo | 2×Microphone intégré et enceinte stéréo Jack de sortie stéréo | Microphone intégré et enceinte stéréo Jack de sortie stéréo | Microphone intégré et enceinte stéréo Jack de sortie stéréo |
| Clavier                | Clavier 105 touches noires rétro-éclairé avec détecteur de lumière ambiante | Clavier 105 touches noires rétro-éclairé avec détecteur de lumière ambiante | Clavier 105 touches noires rétro-éclairé avec détecteur de lumière ambiante | Clavier 105 touches noires | Clavier 105 touches noires rétro-éclairé avec détecteur de lumière ambiante | Clavier 105 touches noires rétro-éclairé avec détecteur de lumière ambiante | Clavier 105 touches noires rétro-éclairé avec détecteur de lumière ambiante | Clavier 105 touches noires rétro-éclairé avec détecteur de lumière ambiante | Clavier 105 touches noires rétro-éclairé avec détecteur de lumière ambiante | Clavier 104 Touches Papillon de 3e génération noires rétro-éclairées individuellement avec détecteur de lumière ambiante. |
| Trackpad               | Avec bouton et Multi-Touch comme iPhone, iPad, iPod touch, iPod nano (sixième génération), MacBook, MacBook Pro, Magic Trackpad et Magic Mouse | Avec bouton et Multi-Touch comme iPhone, iPad, iPod touch, iPod nano (sixième génération), MacBook, MacBook Pro, Magic Trackpad et Magic Mouse | Avec bouton et Multi-Touch comme iPhone, iPad, iPod touch, iPod nano (sixième génération), MacBook, MacBook Pro, Magic Trackpad et Magic Mouse | En verre, sans bouton et Multi-Touch comme les MacBook Pro depuis octobre 2008 | En verre, sans bouton et Multi-Touch comme les MacBook Pro depuis octobre 2008 | En verre, sans bouton et Multi-Touch comme les MacBook Pro depuis octobre 2008 | En verre, sans bouton et Multi-Touch comme les MacBook Pro depuis octobre 2008 | En verre, sans bouton et Multi-Touch comme les MacBook Pro depuis octobre 2008 | En verre, sans bouton et Multi-Touch comme les MacBook Pro depuis octobre 2008 | En verre et Force-Touch comme le MacBook de 2015 ou le MacBook Pro dès 2015 |
| Système d'exploitation | Mac OS X 10.5.1 Jusqu'à 10.7.5 | Mac OS X 10.5.5 jusqu'à OS X 10.11.6 | Mac OS X 10.5.7 jusqu'à 10.13.6 | Mac OS X 10.5.7 jusqu'à 10.13.6 | Mac OS X 10.7 jusqu'à macOS 10.13.6 | Mac OS X 10.7.4 ou ultérieur | OS X 10.8.4 ou ultérieur | OS X 10.9.2 ou ultérieur | OS X 10.10 ou ultérieur | macOS 10.14.4 ou ultérieur |
| Poids                  | 1,32 kg | 1,32 kg | 1,32 kg | 1,32 kg (1,06 kg maxi pour le 11″) | 1,35 kg (1,08 kg maxi pour le 11″) | 1,35 kg (1,08 kg maxi pour le 11″) | 1,35 kg (1,08 kg maxi pour le 11″) | 1,35 kg (1,08 kg maxi pour le 11″) | 1,35 kg (1,08 kg maxi pour le 11″) | 1,25 kg |
| Dimensions             | 325 mm (L) × 22,7 cm (p) × 4 à 1,94 cm (h) | 325 mm (L) × 22,7 cm (p) × 4 à 1,94 cm (h) | 325 mm (L) × 22,7 cm (p) × 4 à 1,94 cm (h) | inchangées pour le 13″ 29,95 cm (L) × 19,2 cm (p) × 0,3 à 1,7 cm (h) pour le 11,6″ | inchangées pour le 13″ 30 cm (L) x 19,2 cm (p) × 0,3 à 1,7 cm (h) pour le 11,6″ | inchangées pour le 13″ 30 cm (L) x 19,2 cm (p) × 0,3 à 1,7 cm (h) pour le 11,6″ | inchangées pour le 13″ 30 cm (L) x 19,2 cm (p) × 0,3 à 1,7 cm (h) pour le 11,6″ | inchangées pour le 13″ 30 cm (L) x 19,2 cm (p) × 0,3 à 1,7 cm (h) pour le 11,6″ | inchangées | inchangées |

## Quatrième génération (Apple Silicon)
Le 10 novembre 2020, Apple a annoncé le MacBook Air de quatrième génération avec la toute première puce Apple Silicon pour Mac, l'Apple M1. L'écran est aussi mis à jour et supporte maintenant une large gamme de couleurs P3.

## Cinquième génération (Apple Silicon)
En juin 2022, Apple lance le MacBook Air de cinquième génération avec la seconde puce Apple Silicon pour Mac, l'Apple M2. L'esthétique affinée reconnaissable du MacBook Air est abandonnée au profit d'un nouveau design se rapprochant de ceux des MacBook Pro équipés des puces Apple M1 Pro et M1 Max sortis en 2021. Parmi les principales innovations apportées par ce modèle : 
- un écran Liquid Retina (2 560 x 1 664 pixels) avec des bordures fines,
- une encoche hébergeant une caméra frontale 1080p (contre 720p pour le MacBook Air M1)
- un capteur d'empreinte digitale plus large
- un port d'alimentation MagSafe 3 permettant d'utiliser les 2 ports USB-C Thunderbolt tout en chargeant l'appareil.

## Générations suivantes
Le 4 mars 2024, Apple annonce un MacBook Air équipé de la puce M3, disponible en 13 et 15 pouces. Ce modèle conserve le même design que le MacBook Air M2 mais ajoute la prise en charge de deux écrans externes lorsque le couvercle est fermé.
Le 5 mars 2025, Apple annonce une mise à jour du MacBook Air, désormais équipé de la puce M4. Ce modèle conserve le même design que les MacBook Air M2 et M3 mais ajoute la prise en charge de deux écrans externes lorsque l'écran interne est allumé, une nouvelle couleur (Sky Blue, qui remplace le Space Gray des modèles précédents), un nouvel appareil photo 12MP Center Stage, et un prix de départ plus bas. Le MacBook Air M4 peut atteindre 20 heures d'autonomie avec une seule charge, ce qui en fait la batterie Air la plus durable en 2025.
Le MacBook Air M4 est bien accueilli par la critique, Wired faisant l'éloge de ses excellentes performances, de son écran lumineux, de sa webcam mise à jour, de sa longue durée de vie et de sa mémoire de base doublée. Tom's Guide l'a qualifié de « meilleur MacBook pour la plupart des gens... ».

## Limitations techniques et critiques
Les MacBook Air faisant partie de la catégorie des ordinateurs ultra-portables, leur conception est dépourvue de ventilateurs, ce qui peut en limiter les performances dans des cas d'usages intensifs voire extrêmes des capacités de l'ordinateur. En effet, l'apport de ventilateurs permet généralement un refroidissement plus efficace des composants internes qu'un refroidissement par dissipation thermique.

## Versions de macOS supportées
| Versions de macOS supportées      | Versions de macOS supportées | Versions de macOS supportées | Versions de macOS supportées | Versions de macOS supportées | Versions de macOS supportées | Versions de macOS supportées | Versions de macOS supportées | Versions de macOS supportées | Versions de macOS supportées | Versions de macOS supportées | Versions de macOS supportées | Versions de macOS supportées | Versions de macOS supportées | Versions de macOS supportées | Versions de macOS supportées | Versions de macOS supportées | Versions de macOS supportées | Versions de macOS supportées |
| Processeur                        | Intel                        | Intel                        | Intel                        | Intel                        | Intel                        | Intel                        | Intel                        | Intel                        | Intel                        | Intel                        | Intel                        | Intel                        | Intel                        | Apple Silicon                | Apple Silicon                | Apple Silicon                | Apple Silicon                | Apple Silicon                |
| Version du système d'exploitation | Première génération          | Première génération          | Première génération          | Deuxième génération          | Deuxième génération          | Deuxième génération          | Deuxième génération          | Deuxième génération          | Deuxième génération          | Deuxième génération          | Troisième génération         | Troisième génération         | Troisième génération         | M1                           | M2                           | M2                           | M3                           | M4                           |
| Version du système d'exploitation | Début 2008                   | Fin 2008                     | Milieu 2009                  | Fin 2010                     | Milieu 2011                  | Milieu 2012                  | Milieu 2013                  | Début 2014                   | Début 2015                   | Milieu 2017                  | Fin 2018                     | Milieu 2019                  | Début 2020                   | Fin 2020                     | 2022                         | 2023                         | 2024                         | 2025                         |
| --------------------------------- | ---------------------------- | ---------------------------- | ---------------------------- | ---------------------------- | ---------------------------- | ---------------------------- | ---------------------------- | ---------------------------- | ---------------------------- | ---------------------------- | ---------------------------- | ---------------------------- | ---------------------------- | ---------------------------- | ---------------------------- | ---------------------------- | ---------------------------- | ---------------------------- |
| 10.5 Leopard                      | 10.5.1                       | 10.5.5                       | 10.5.7                       | Non                          | Non                          | Non                          | Non                          | Non                          | Non                          | Non                          | Non                          | Non                          | Non                          | Non                          | Non                          | Non                          | Non                          | Non                          |
| 10.6 Snow Leopard                 | Oui                          | Oui                          | Oui                          | 10.6.4                       | Non                          | Non                          | Non                          | Non                          | Non                          | Non                          | Non                          | Non                          | Non                          | Non                          | Non                          | Non                          | Non                          | Non                          |
| 10.7 Lion                         | Oui                          | Oui                          | Oui                          | Oui                          | Oui                          | 10.7.4                       | Non                          | Non                          | Non                          | Non                          | Non                          | Non                          | Non                          | Non                          | Non                          | Non                          | Non                          | Non                          |
| 10.8 Mountain Lion                | Non                          | Oui                          | Oui                          | Oui                          | Oui                          | Oui                          | 10.8.4                       | Non                          | Non                          | Non                          | Non                          | Non                          | Non                          | Non                          | Non                          | Non                          | Non                          | Non                          |
| 10.9 Mavericks                    | Non                          | Oui                          | Oui                          | Oui                          | Oui                          | Oui                          | Oui                          | 10.9.2                       | Non                          | Non                          | Non                          | Non                          | Non                          | Non                          | Non                          | Non                          | Non                          | Non                          |
| 10.10 Yosemite                    | Non                          | Oui                          | Oui                          | Oui                          | Oui                          | Oui                          | Oui                          | Oui                          | 10.10.2                      | Non                          | Non                          | Non                          | Non                          | Non                          | Non                          | Non                          | Non                          | Non                          |
| 10.11 El Capitan                  | Non                          | Oui                          | Oui                          | Oui                          | Oui                          | Oui                          | Oui                          | Oui                          | Oui                          | Non                          | Non                          | Non                          | Non                          | Non                          | Non                          | Non                          | Non                          | Non                          |
| 10.12 Sierra                      | Non                          | Non                          | Non                          | Oui                          | Oui                          | Oui                          | Oui                          | Oui                          | Oui                          | 10.12.5                      | Non                          | Non                          | Non                          | Non                          | Non                          | Non                          | Non                          | Non                          |
| 10.13 High Sierra                 | Non                          | Non                          | Non                          | Non                          | Oui                          | Oui                          | Oui                          | Oui                          | Oui                          | Oui                          | Non                          | Non                          | Non                          | Non                          | Non                          | Non                          | Non                          | Non                          |
| 10.14 Mojave                      | Non                          | Non                          | Non                          | Non                          | Non                          | Oui                          | Oui                          | Oui                          | Oui                          | Oui                          | 10.14.1                      | 10.14.5                      | Non                          | Non                          | Non                          | Non                          | Non                          | Non                          |
| 10.15 Catalina                    | Non                          | Non                          | Non                          | Non                          | Non                          | Oui                          | Oui                          | Oui                          | Oui                          | Oui                          | Oui                          | Oui                          | 10.15.3                      | Non                          | Non                          | Non                          | Non                          | Non                          |
| 11 Big Sur                        | Non                          | Non                          | Non                          | Non                          | Non                          | Non                          | Oui                          | Oui                          | Oui                          | Oui                          | Oui                          | Oui                          | Oui                          | Oui                          | Non                          | Non                          | Non                          | Non                          |
| 12 Monterey                       | Non                          | Non                          | Non                          | Non                          | Non                          | Non                          | Non                          | Non                          | Oui                          | Oui                          | Oui                          | Oui                          | Oui                          | Oui                          | 12.4                         | Non                          | Non                          | Non                          |
| 13 Ventura                        | Non                          | Non                          | Non                          | Non                          | Non                          | Non                          | Non                          | Non                          | Non                          | Non                          | Oui                          | Oui                          | Oui                          | Oui                          | Oui                          | 13.4                         | Non                          | Non                          |
| 14 Sonoma                         | Non                          | Non                          | Non                          | Non                          | Non                          | Non                          | Non                          | Non                          | Non                          | Non                          | Oui                          | Oui                          | Oui                          | Oui                          | Oui                          | Oui                          | 14.3                         | Non                          |
| 15 Sequoia                        | Non                          | Non                          | Non                          | Non                          | Non                          | Non                          | Non                          | Non                          | Non                          | Non                          | Non                          | Non                          | Oui                          | Oui                          | Oui                          | Oui                          | Oui                          | Oui                          |